# Somebody Else Will
Somebody Else Will är en countrylåt skriven av Anders Glenmark och Thomas Minor, och ursprungligen inspelad av Ann-Louise Hansson på albumet Comin' Home 1979.  och av samma artist 1981 på albumet Mina bästa countrypoplåtar på svenska, fast då med text på svenska av Sven-Olof Bagge med titeln "Drömmar om Nashville". 
1984 tog Kikki Danielsson upp låten på sin repertoar på albumet  Midnight Sunshine.  medan Mona Gustafsson 2010 spelade in sången på albumet Countrypärlor. 
Mona Gustafssons version utmanade 2009 även på Sverigetoppen, men missade listan.

### Fotnoter
1. ↑  ”Svensk mediedatabas”. http://smdb.kb.se/catalog/id/001886368. Läst 18 april 2011.
2. ↑  ”Svensk mediedatabas”. http://smdb.kb.se/catalog/id/001888484. Läst 18 april 2011.
3. ↑  ”Svensk mediedatabas”. http://smdb.kb.se/catalog/id/001889806. Läst 18 april 2011.
4. ↑  ”Svensk mediedatabas”. http://smdb.kb.se/catalog/id/002641313. Läst 18 april 2011.
5. ↑  ”Mona Gustafsson”. http://www.monags.se/fakta/fakta_svensktoppen.htm. Läst 10 juni 2011.